# Петулеле
Петулеле (рум. Pătulele) — село у повіті Мехедінць в Румунії. Входить до складу комуни Петулеле.
Село розташоване на відстані 263 км на захід від Бухареста, 33 км на південь від Дробета-Турну-Северина, 82 км на захід від Крайови.

## Населення
За даними перепису населення 2002 року у селі проживали 3867 осіб. Усі жителі села рідною мовою назвали румунську.
Національний склад населення села:
| Національність | Кількість осіб | Відсоток |
| -------------- | -------------- | -------- |
| румуни         | 3859           | 99,8%    |
| цигани         | 8              | 0,2%     |